# Matti Wiking Leino
Matti Wiking Leino, född 1976, är agronom och docent i genetik. Han disputerade i växtförädling vid Sveriges lantbruksuniversitet 2005. Idag är han verksam som forskare vid Stockholms universitet.
Leino har bland annat forskat på äldre fröer i Nordiska museets samlingar och lyckades 2008 få ett 151 år gammalt akaciafrö att gro på Julita gård. Tillsammans med forskare vid Linköpings universitet har han bland annat undersökt DNA i historiskt frömaterial av ärt och spannmål både i Sverige och på Kanarieöarna. År 2017 utkom han med en bok om svenska lantsorter av spannmål.